# František Onderek
František Borgiáš Onderek (13. října 1888, Bruzovice – 24. října 1962, Český Těšín) byl český římskokatolický duchovní, první a jediný právoplatný apoštolský administrátor Apoštolské administratury českotěšínské.
Dne 21. června 1945 byl jmenován generálním vikářem pro československou část vratislavské arcidiecéze (tedy Jesenicko a českou část Těšínska). Po utvoření Apoštolské administratury českotěšínské byl František Onderek 26. června 1947 postaven do jejího čela. Byl podřízen Vatikánu s plnou pravomocí rezidenčního biskupa s výjimkou udílet vyšší svěcení.
Byl odpůrcem komunistického režimu. Na jaře 1949 byl zatčen v rámci procesu se skupinou Tajného svazu obrození Evropy, rozsudkem státního soudu brzy osvobozen.